# Istituto Gonzaga
L'Istituto Gonzaga è una scuola privata paritaria di Palermo, fondata dalla Compagnia di Gesù nel 1919 e appartenente alla rete dei collegi dei gesuiti della provincia Euromediterranea.

## Storia
Il primo collegio della storia dei Gesuiti venne fondato nel 1548 a Messina. Nel 1549 i padri giunsero a Palermo, per volere del viceré di Sicilia Juan de Vega, e fondarono il collegio palermitano, secondo in Italia della Compagnia. Dopo aver utilizzato per le scuole la chiesa di Sant'Antonio e la chiesa di Santa Maria alla Grotta, nel 1586 iniziarono i lavori per la costruzione del Collegio Massimo al "Cassaro".
Con la soppressione della Compagnia di Gesù nel 1767, il Collegio dei Gesuiti fu sostituito dal Real Convitto Ferdinando.
L'istituto Gonzaga venne fondato nel 1919, quando i Gesuiti acquistarono dalla famiglia Whitaker “Villa Lisetta”, un edificio rustico in un parco di 25.000 metri quadrati.
Negli anni settanta furono ammesse le prime studentesse. Nel 1996 il collegio, dopo la fusione con la scuola delle ancelle del Sacro Cuore, esistente dal 1939, cambiò denominazione in Centro educativo ignaziano (CEI).
Nel 2016, dopo la scissione dalle Ancelle, è stata ripristinata la denominazione "Istituto Gonzaga", dedicata al gesuita san Luigi Gonzaga, protettore degli studenti
Negli anni 1970 l'istituto ha aperto al pubblico la biblioteca, contenente oltre 35.000 volumi. Inoltre, la biblioteca ospita una delle tre sedi del Fondo Librario Antico della Provincia Euromediterranea della Compagnia di Gesù.
Nel 2019, l'istituto ha celebrato il suo centesimo anniversario.
Allo stato attuale, Il Gonzaga Campus contiene al suo interno 4 campi di calcio (di cui 2 polivalenti di tennis/pallavolo), 1 campo basket/tennis, 1 palestra aperta, 1 palestra coperta all’esterno ed un’ultima all’interno.

## Sport
L'associazione sportiva polisportiva Gonzaga, che non è aperta solo agli alunni dell'istituto, si occupa di arrampicata sportiva, arti circensi, calcio, ginnastica ritmica, karate, pallacanestro, pallavolo e tennis.

## Rettori
Tradizionalmente fin dalla fondazione i rettori dell'istituto sono stati padri gesuiti.
- Liborio Rubino (1919-1921)
- Francesco Platania (1921-1925)
- Pasquale Borrello (1925-1928)
- Vincenzo Furci (1928-1932)
- Giuseppe Giardina (1932-1934)
- Francesco Platania (1934)
- Bartolomeo Padua (1934-1938)
- Salvatore Nasca (1938-1943)
- Antonino Gliozzo (1943-1950)
- Bartolomeo Padua (1950-1953)
- Virgilio Frasca (1953-1958)
- Mario Mancuso (1958-1961)
- Mario Catalano (1961-1965)
- Gaetano Longo (1965-1968)
- Salvatore Pandolfo[13] (1968-1971)
- Salvatore Strano (1971-1974)
- Antonino Gliozzo (1974-1977)
- Salvatore Pandolfo[13] (1977-1986)
- Giuseppe Ardiri (1986-1992)
- Damiano Pavone (1992-1995)
- Salvatore Pandolfo[13] (1995-2001)
- Vincenzo Sibilio (2001-2009)
- Francesco Beneduce (2009-2014)
- Francesco Tata (2014-2018)
- Vitangelo Carlo Maria Denora[14] (dal 2018)